# شهریار دربندی
شهریار دربندی از اشراف ایرانی در دورهٔ ساسانیان و فرمانده کوثا، شهری باستانی نزدیک به تیسپون پایتخت ساسانیان، بود. او در دربند در خانواده‌ای دهقان زاده شد نام او اولین بار در طی حمله اعراب به ایران برده شده است، که گفته شده در سال ۶۳۷، توسط دو فرمانده ارتش، مهران رازی و نخیرگان، به عنوان فرمانده کوثا گماشته شده است. آن دو افسر ارتش سپس خود به تیسپون رفتند، و شهریار در کوثا ماند.
اعراب خیلی زود به کوثا رسیدند، شهریار در هنگام رسیدن آنها به شهر، به نیروهای خود چنین گفت: «هر مرد یا سواری از بین شما که به اندازه کافی بزرگ و نیرومند است پیش من بیاید تا به او درسی بیاموزم». فرمانده اعراب، زهرة بن حویه آنگاه به شهریار اهانت می‌کند، که او مجبور می‌شود به لشکر اعراب حمله کند. با این حال، شهریار در نهایت شکست خورده و در حین نبرد کشته می‌شود.